# راین‌ماهیان
راین‌ماهی (نام علمی: Rhenanida) نام یک راسته از رده پلمه‌پوستان است.